# 深石宗太郎
深石宗太郎（ふかいし そうたろう、1963年12月3日 - ）は、日本のユーフォニアム奏者。号は奏生（かなえ）。

## 経歴
神奈川県横浜市出身。横浜市立西谷中学校のマーチングバンドでユーフォニアムに出会う。鎌倉学園高等学校を経て、1983年、国立音楽大学に入学、87年、同大学を首席で卒業(ユーフォニアム専攻)、矢田部賞を受賞。読売新人演奏会、ヤマハ金管新人演奏会等に出演。86年、米国テキサス大学にて開催された、国際テューバ・ユーフォニアム・カンファレンス(ITEC)コンクールにおいて、日本人金管楽器奏者として国際コンクール初入賞となるユーフォニアム部門第2位。第3回日本管打楽器コンクールにおいて日本人最高位となる第3位（1位なし）に入賞。87年、レナード・ファルコーニ国際コンクール第3位。88年、小長谷宗一指揮、東京シンフォニック・ウィンド・オーケストラにて、ソロ曲「アンダンテとスケルツォ」をCD録音。東芝EMIより発売される。89年、第6回日本管打楽器コンクール第2位を受賞。
ソリスト、審査員、指揮者として、また後進の育成や執筆活動も行っている。06年にはギリシャにおいて同国音楽史上初のユーフォニアム・リサイタル、07年には英国リーズ大学でリサイタルを、09年11年15年17年にはクロアチア・07年08年12年にはギリシャの音楽祭、アカデミーに招待された。また、ベルギーやオランダを中心に発展した「ファンファーレオルケスト」と呼ばれる合奏形式を04年に洗足学園音楽大学に導入し、日本で初めてこのジャンルにおける継続的な活動を始め、10年にベルギー新大使館オープニングセレモニー、13年にCD「OSTINATI」をオランダのDe Haske社よりリリース、14年にはベルギー演奏旅行を行なう等、欧州各地においてソリストやアカデミーの教授として招聘されている。16年・18年には元フィリップ・ジョーンズ・ブラス・アンサンブルのトランペット奏者、ポール・アーチボルト氏を招聘し、イングリッシュ・ブラス・アカデミー・イン・ジャパンを新潟市内の会場で開催した。19年には英国のコルネット奏者のロジャー・ウエブスター氏を招聘し、英国式ブラスバンド「シンフォニックブラス東京」の創団に貢献した。
ユーフォニアムによる大編成のアンサンブル、横浜ユーフォニアム合奏団を93年に設立。吉澤賢太郎氏の率いる金管アンサンブル、アーサーブラスコンソートのメンバーとして活躍。91年より慶應義塾大学ウインドアンサンブルの金管トレーナーに就任、02年同OB吹奏楽団の旗揚げ時より常任指揮者として参画、18年同ユーフォニアム・チューバソサイエティ結成に立ち会う。東海大学付属高輪台高等学校吹奏楽部の金管セクションのコーチとして指導を行い、同校の金管アンサンブルをアンサンブルコンテスト全国大会の常連校として導き、作曲家・トランペット奏者の三澤慶氏の作品を用いて金管八重奏の普及に努めている。
英国のマンチェスター、リーズにおいてレコーディングを行ない、「DOYEN」レーベルにてソロCD「Ave Maria」「Memory」「The Art of Euphonium」をリリース。
教本「10分で上達！ユーフォニアム［パワーアップ吹奏楽！シリーズ］」ヤマハミュージックエンタテイメントホールディングス、「パワーアップ吹奏楽・ユーフォニアム」ヤマハミュージックメディア出版、「ファンファーレオルケスト教本」チューリップ出版、「～管打楽器の～新しい楽器学と演奏法」ヤマハ株式会社、ユーフォニアムの項等を執筆した。ベルギー映画「気分はラプソディー」コラムを執筆。
ヤマハミュージックメディア出版の「ポピュラー＆クラシック名曲集」「スタンダード100曲選」「ファンタスティック・デュエット」「ファッシネイティングアンサンブル・トリオ」「ディズニーファンタスティック・デュエット」「デュエットアルバム」「デュオでもトリオでも楽しくアンサンブル」「スタジオジブリ作品集」「ユーフォニアム&チューバアンサンブル de ジブリ」「ユーフォニアム&チューバ アンサンブルde ディズニー」「ユーフォニアム&チューバアンサンブル de アニメ」「ユーフォニアム&チューバアンサンブル de クラシック」を監修。
全日本吹奏楽コンクール全国大会、日本管打楽器コンクール、日本ジュニア管打楽器コンクール、アンサンブルコンテスト、マーチングバンド大会等の審査員を務める。
現在、洗足学園音楽大学客員教授。東京ファンファーレオーケストラ主席奏者。シンフォニックブラス東京ユーフォニアム奏者。一般社団法人横浜ユーフォニアム合奏団代表理事。慶応義塾大学ウインドアンサンブルOB吹奏楽団指揮者。海上保安庁音楽隊技術研修講師。横浜市磯子区民文化センター 杉田劇場 学校連携部活動派遣指導員。
ユーフォニアムを三浦徹、ブライアン・ボーマンの各氏に、指揮法を秋山和慶、河地良智、増井信貴の各氏に、雅楽を芝祐靖、篳篥(ひちりき)を中村仁美の各氏に師事。

## 著作
- 「日本におけるユーフォニアムの歴史」　洗足論叢　第36号　洗足学園音楽大学 2007年(平成19年度)
- 「明治～昭和初期における国産金管楽器についての考察」　洗足論叢　第37号　洗足学園音楽大学 2008年(平成20年度)
- 「第二次世界大戦と戦後復興期における日本のユーフォニアムについての考察」洗足論叢 第38号　洗足学園音楽大学 2009年(平成21年度)
- 研究ノート「ファンファーレオルケスト導入の軌跡」洗足論叢　第40号　洗足学園音楽大学2011年(平成23年度)
- 「ファンファーレオルケスト2013 」学習計画書　洗足学園音楽大学2013年(平成25年度)
- 「ファンファーレオルケスト教本」How to study Fanfare Orchestra 2014年　チューリップ出版 ISBN 978-4-907595-01-2
- 教本「パワーアップ吹奏楽! ユーフォニアム」2016年　ヤマハミュージックメディア　ISBN 978-4-636-91995-0
- 教本 「10分で上達！ユーフォニアム［パワーアップ吹奏楽！シリーズ］」2024年　ヤマハミュージックエンタテイメントホールディングス ISBN 978-4636111835

共著
- 三浦徹/深石宗太郎/斎藤充　「～管打楽器の～　新しい楽器学と演奏法」　日本音楽文化振興会監修　ヤマハ　2007年

対談
- ユーフォニアム・スペシャル・トーク：三浦徹＋深石宗太郎＋露木薫＋荒木玉緒　バンドピープル　1993年10月号
- ユーフォニアムの「先端」を語る：外囿祥一郎VS深石宗太郎　パイパーズ　2001年5月号(237号)
- 名器の系譜　ベッソン・ユーフォニアム : 三浦徹×深石宗太郎　パイパーズ　2012年4月号(368号)

監修
- ユーフォニアムレパートリー　「ポピュラー＆クラシック名曲集」　ヤマハミュージックメディア　2003年
- 「ファンタスティック・デュエット」　ヤマハミュージックメディア　2004年
- 「ファッシネイティング アンサンブル・トリオ」　ヤマハミュージックメディア　2005年
- 「ディズニー ファンタスティック・デュエット」　ヤマハミュージックメディア　2005年
- 「ファンタスティック・デュエット2」 　ヤマハミュージックメディア　2006年
- 「ユーフォニアム　デュエットアルバム」　ヤマハミュージックメディア　2009年
- 「デュオでもトリオでも!楽しくアンサンブル　ユーフォニアム＆チューバ」ヤマハミュージックメディア　2013年
- スタジオジブリ作品集 「風の谷のナウシカ」から「風立ちぬ」「かぐや姫の物語」まで ヤマハミュージックメディア　2013年
- 「ユーフォニアム&チューバアンサンブル de ジブリ」ヤマハミュージックメディア　2013年
- 「ユーフォニアム&チューバ アンサンブルde ディズニー」ヤマハミュージックメディア　2015年
- 「 ユーフォニアム スタンダード100曲選 」ヤマハミュージックメディア　2017年
- 「ユーフォニアム&チューバ アンサンブルde アニメ」ヤマハミュージックメディア　2018年
- 「ユーフォニアム&チューバアンサンブル de クラシック」ヤマハミュージックメディア　2019年
- 「デュオでもトリオでも!楽しくアンサンブル　ユーフォニアム＆チューバ」ヤマハミュージックメディア　2021年(再編集)
- 「 ユーフォニアム スタンダード100曲選 」ヤマハミュージックエンタテインメントホールディングス　2023年改訂初版発行(第5刷)
- スタジオジブリ作品集「君たちはどう生きるか」まで　ヤマハミュージックエンタテインメントホールディングス　2024年  改訂版

音楽誌等の執筆・寄稿
1987年
ファルコーニ・コンクール入賞の紀　リポート　パイパーズ　11月号(75号)
1989年
誌上ワンポイントレッスン　連載　バンドジャーナル　89年4月号～90年3月号
1995年
ユーフォニアム誌上セミナー　連載　バンドピープル　95年5月号～96年4月号
1997年
全日本吹奏楽コンクール北海道大会　講評　バンドジャーナル12月号
1998年
管楽器上達の全て「ウマくなる為のデイリー・トレーニング」　バンドジャーナル5月号　別冊　音楽之友社
2001年
新製品ヤマハカスタムユーフォニアムYEP-842S 　感想　バンドジャーナル7月号
全日本吹奏楽コンクール東海大会　講評　バンドジャーナル11月号
2002年
2002年度「全日本吹奏楽コンクール」課題曲　セクション別クリニック　バンドジャーナル7月号
2004年
全日本吹奏楽コンクール東海大会　講評　バンドジャーナル11月号
2005年
三浦徹先生「国立音楽大学在職30年を祝う　記念演奏会」レポート　バンドジャーナル5月号
洗足学園音楽大学ファンファーレバンドデビューコンサート　レポート　バンドジャーナル9月号
全日本吹奏楽コンクール四国大会　講評　バンドジャーナル11月号
2006年
全日本吹奏楽コンクール東関東大会　講評　バンドジャーナル12月号
英国ユーフォニアム界のサラブレッド　デヴィット・チャイルズ　パイパーズ294号
2007年
全日本吹奏楽コンクール四国大会　講評　バンドジャーナル11月号
ギリシャ「イオニアンサマーアカデミー」レポート　バンドジャーナル11月号
全日本吹奏楽コンクール西関東大会　講評　バンドジャーナル12月号
2008年
メロスブラス初来日コンサート＆講座　レポート　バンドジャーナル3月号
「洗足学園音楽大学ファンファーレバンドについて」　洗足学園音楽大学ファンファーレバンド第5回定期演奏会　プログラム
新製品「ヨーク　ユーフォニアム」　感想　バンドジャーナル8月号
2010年
スティーヴン・ミード＆外囿祥一郎　ユーフォニアム・デュオ・リサイタル・ツアー2010　プログラム曲目解説
2011年
新製品「ユーフォニアム用マウスピース　デヴィッド・チャイルズモデル」感想　バンドジャーナル2月号
2016年
ベルギー映画「人生は狂詩曲(ラプソディー)」コラム
2021年
「日本のユーフォニアム発祥の地、横浜 歴史的なユーフォニアムの名称について」横浜ユーフォニアム合奏団山梨公演 プログラム付録 11月13日
「日本のユーフォニアム発祥の地、横浜と歴史的なユーフォニアムの名称について」横浜ユーフォニアム合奏団東京公演プログラム付録 11月15日
「日本のユーフォニアム発祥の地、横浜と歴史的なユーフォニアムの名称について」横浜ユーフォニアム合奏団新人演奏会 プログラム付録 11月19日
2022年　
三浦真理「地球の詩」吹奏楽と合奏のためのコンサートバージョン　フォスターミュージック　解説(吹奏楽)
2024年
　「流星群の物語～はかなくも壮大な宇宙へ～」：三浦真理 / 佐川馨　　フォスターミュージック　解説(吹奏楽)
2025年
　「聖なる剣の物語」：三浦真理　フォスターミュージック　演奏のアドバイス
学会誌の活動
日本ユーフォニアム・テューバ協会会報　編集員　No.8～No.16　1989年4月～1991年3月
2013年
洗足音楽表現教育研究会　第3回　SeMEES　フォーラム
投稿「ファンファーレオルケスト導入時における担当教員の役割と今後の課題についてー担当教員との対話で見えたものー」
洗足学園音楽大学シルバーマウンテン・オープニング・コンサート「デビット・チャイルズとその仲間達」レポート　日本ユーフォニアム・テューバ協会　会報No.95
2018年
「横浜ユーフォニアム合奏団」紹介　日本ユーフォニアム・テューバ協会　会報　No.112
協力
- 「知ってるようで知らない　オーケストラ楽器おもしろ雑学事典」緒方英子　ヤマハミュージックメディア　2003年
- 「知ってるようで知らない　吹奏楽おもしろ雑学事典」吹奏楽雑学委員会　ヤマハミュージックメディア　2006年
- 「オーケストラが好きになる事典」緒方英子　新潮社　2010年
- 「響け!ユーフォニアム　北宇治高校吹奏楽部　体験ブック」ヤマハミュージックメディア　2016年
- 「つらくない! ロングトーン練習 -音楽的かつ無理なく吹けるトレーニング・ブック」高垣 智　Yamaha Music Entertainment Holdings, Inc　2021年